# Ælfwald II. (Sherborne)
Ælfwald II. (auch Alfwold oder Ælfwold; † 1058) war Bischof von Sherborne.
Er war zunächst ein Mönch von Winchester und wurde dann im Jahr 1045 als Nachfolger seines eigenen Bruders Brithwyn (oder Brihtwine) zum Bischof von Sherborne geweiht. Wilhelm von Malmesbury berichtete, das seine Bescheidenheit im Kontrast zu dem sonst in der Zeit üblichen Prunk stand.
Er zeigte eine große Hingabe zu seinem alten Gönner aus Winchester, St. Swithun. Er war in gewissem Sinne der letzte Bischof von Sherborne. Nach seinem Tod wurde das Bistum Sherborne mit dem Bistum Ramsbury zusammengelegt. Im Jahre 1170 ging Ramsbury dann in dem Bistum Salisbury auf.
Sein Gedenktag ist der 25. März.